# 西大洲站
西大洲站（日语：／ Nishi-ōzu eki */?）是一位於日本愛媛縣大洲市，隸屬於四國旅客鐵道（JR四國）的鐵路車站，車站編號為U15。本站只停靠普通列車。

## 車站結構

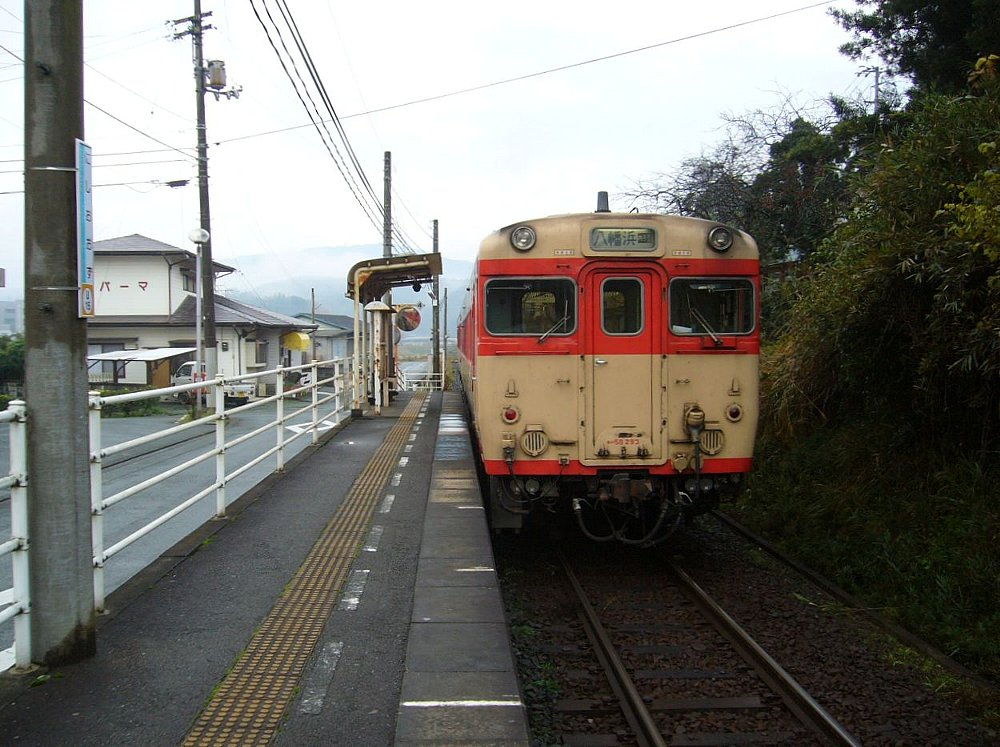
西大洲站月台及一輛已退役的日本國鐵KiHa58系柴油列車。（2006年）

本站採用簡易車站模式，不設有站舍，車站入口位於月台末端向伊予平野站方向，出入口旁設有單車停泊處。月台及車站入口間以無障礙斜道連接。由於月台上及車站入口圴未設有自動售票機，乘客須直接在列車上取票或向乘務員購票。
設有側式月台1個，列車不能在此站進行交換。月台上只設有小型的有蓋候車亭及數個座椅，位處出入口旁。和其他同時期設立的簡易車站一樣，開站初期由於月台較為短小，部份普通列車班次並不停靠，隨著後來月台進行了改善工程，把月台長度延長，才令所有普通列車都能停靠。現時的有效長度為4輛。列車靠站時，上行往伊予大洲方向為右側開門，往伊予平野方向則為左側開門。

### 月台配置
| 路線    | 方向 | 目的地             |
| ------- | ---- | ------------------ |
| ■予讚線 | 上行 | 伊予市、松山方向   |
| ■予讚線 | 下行 | 八幡濱、宇和島方向 |

## 歷史
- 1936年9月19日：開業。
- 1986年3月3日：車站無人化。
- 1987年4月1日：日本國鐵分割民營化，車站的營運由JR四國繼承。

## 相鄰車站
四國旅客鐵道（JR四國）
■予讚線
伊予大洲（U14）－西大洲（U15）－伊予平野（U16）